# Aannemer
Een aannemer is een persoon of een onderneming, die de verantwoordelijkheid op zich neemt om bouwactiviteiten te realiseren en te coördineren; de aannemer verzorgt, voor een in het contract bepaalde prijs en binnen een overeengekomen termijn, de levering van een volledig voltooid bouwwerk.
De opdrachtgever of bouwheer kan op zijn beurt een architect of architectenbureau inschakelen, die het ontwerp en soms het toezicht op de bouwplaats voor zijn rekening neemt. Het ontwerp van de architect (of anderszins) resulteert vaak in een bestek en tekeningen waarin de beschrijving van het werk is opgenomen en hetgeen een onderlegger vormt voor en onderdeel is van de overeenkomst tussen opdrachtgever en aannemer. Het bestek en de tekeningen beschrijven zo nauwkeurig mogelijk wat de kwaliteits- en kwantiteitseisen zijn die de opdrachtgever aan het werk stelt.

## Begripsbepaling "aannemer"

### Bouw
UAV 2012: de aannemer: de natuurlijke of rechtspersoon, aan wie het werk is opgedragen.

### Overig
"Aannemer" is een begrip dat ook buiten de bouw wordt gebruikt. Bijvoorbeeld het aannemen van onderzoekswerk, industrieel onderhoud / reparatie of het aannemen van werk in het openbaar vervoer.

## Bestek
De beoogde kwaliteit van het werk wordt door opdrachtgever of architect vastgelegd in gedetailleerde bestekken en bestektekeningen.
Het komt voor dat aannemer als ondernemer opereert, bijvoorbeeld wanneer hij zelfstandig een bouwproject begint op een door hem verworven bouwperceel, deze vorm (projectontwikkeling) vindt het meest plaats bij de bouw van woningen en kantoren.
Bij andere projecten, zoals bedrijfsgebouwen, scholen, bankgebouwen, winkels, maar ook weg- en waterbouwkundige projecten, is er vrijwel altijd sprake van een opdrachtgever.

## Aanbestedingsvormen
Er zijn verschillende soorten van aanbesteden:
- Europese aanbesteding;
- Openbare aanbesteding;
- Aanbesteding met voorafgaande selectie;
- Onderhands aanbesteding;
- Aanbesteding in regie.

De Europese aanbesteding is de meest uitgebreide vorm van aanbesteden en kent de onder andere de varianten Open (zonder voorafgaande selectieronde) en Niet-open (met voorafgaande selectieronde). Een Europese aanbesteding is bij sommige projecten verplicht.
Van alle beschikbare vormen van aanbesteding wordt de traditionele openbare aanbesteding het meest gehanteerd. Verder is er de aanbesteding met voorafgaande selectie, waarbij een aantal aannemers worden uitgenodigd al dan niet op basis van objectief vastgestelde criteria zich aan te melden. Indien blijkt dat zij na aanmelden aan de criteria voldoen mogen zij alsnog inschrijven op het werk.
De 'onderhandse aanbesteding' of niet-openbare aanbesteding is een benaming van het aanbesteden van een werk aan slechts een beperkt aantal willekeurig te selecteren partijen. Deze vorm van aanbesteden komt vooral in de particuliere aanbesteding van vooral woningen veel voor.
De aanbesteding in regie is een vorm waarbij de afgesproken prijs niet gerelateerd is aan het te realiseren project, maar gebaseerd op vooraf overeengekomen uurlonen, materieel- en materiaalprijzen, opslagpercentages voor algemene kosten, winst en risico. Deze vorm van aanbesteding is bijzonder geschikt als het gaat om onderhoudswerkzaamheden of bij calamiteiten waarvan van tevoren niet bekend is in welke aantallen de verschillende werken zullen gaan voorkomen.

## De gunning
De gunning is de toewijzing van het werk aan een van de aanbieders door de opdrachtgever. De gunning vond in het verleden vrijwel altijd plaats op basis van de laagste prijs. Met de invoering van de aanbestedingswet per 1 april 2013, is ook gunnen op basis van de economisch meest voordelige inschrijving (EMVI) uitgangspunt geworden bij in elk geval Europees aanbesteden en moet de aanbestedende dienst goed motiveren als deze toch besluit om op laagste prijs te gunnen.
De laatste tijd worden naast deze traditionele manier van aanbesteden steeds vaker innovatieve manieren van aanbesteden gehanteerd. Het gaat dan vooral om contract- en aanbestedingsvormen waarbij de aannemer verantwoordelijk is voor zowel het ontwerp als de uitvoering, eventueel in combinatie met exploitatie en financiering.

## Regelgeving
Tijdens het bouwproces heeft de aannemer te maken met allerhande wet- en regelgeving zoals het Bouwbesluit, de Woningwet, het Bouwstoffenbesluit en de UAV (in Nederland). Verder bestaat regelgeving op het gebied van arbeidsomstandigheden, milieu, voorschriften van nutsbedrijven enz.

## Personeel
Naast administratief personeel heeft een aannemer
- calculatoren
- werkvoorbereiders
- projectleiders en
- uitvoerders

in dienst.
Tot zijn productiepersoneel behoren meestal timmerlieden, metselaars en opperlieden.
In de weg- en waterbouw kraanmachinisten en grondwerkers.
Daarnaast zijn er nog talloze disciplines in de bouw werkzaam, zoals steigerbouwers, vloerenleggers, stukadoors, tegelzetters, loodgieters, installateurs, elektriciens, schilders, voegers enz.
Deze laatste vaklieden worden meestal ingezet door het inschakelen van zogenaamde onderaannemers.

## Onderaannemer
Persoon of organisatie die in opdracht van een aannemer, zonder bij de aannemer in dienst te zijn, het aangenomen werk geheel of gedeeltelijk uitvoert, vaak tegen een vastgestelde prijs.

## Werkproces
Wanneer de opdracht is verstrekt en de nodige vergunningen geregeld zijn kan de aannemer aan de slag. De bouwplaats moet worden ingericht, een werkplanning gemaakt, keten en bouwhekken geplaatst, personeel en materieel worden gepland, materialen en onderaannemersdiensten worden ingekocht. De aannemer is in de moderne bouw meer een coördinerend dan een uitvoerend bedrijf.
Op de bouwplaats is een belangrijke taak weggelegd voor de uitvoerder, deze ziet toe op de dagelijkse gang van zaken op de bouwplaats.

## Beroepsorganisaties in België
De Federatie van Algemene Bouwaannemers behartigt de belangen van de algemene aannemers die lid zijn. De beroepsorganisatie gaat terug op de in 1880 opgerichte Fédération des Entrepreneurs. Deze was betrokken bij het invoeren van de licentievereiste voor aannemers in de jaren 1940, later aangepast door de sectorale wetgeving van 1964 en 2007. Andere beroepsorganisaties zijn Embuild (opgericht als de Nationale Confederatie van het Bouwbedrijf in 1946) en Buildwise (opgericht als het Wetenschappelijk en Technisch Centrum van het Bouwbedrijf in 1959).

### Trivia
In het verleden maakten diverse aannemerijen gebruik van smalspoor.